# Вісник Деражнянщини
Вісник Деражнянщини — районна громадсько-політична газета. Виходить двічі на тиждень українською мовою в м. Деражня Хмельницької області.
Заснована в січні 1932 році у м. Деражня Камянець-Подільської (нині Хмельницької) області як орган Деражнянського райкому КПУ і райвиконкому під назвою «За соціалістичну перебудову» (до червня 1941 року). В березні 1944 року випуск газети було відновлено, у липні 1944 р. назва була змінена на «Прапор комунізму», у версні 1991 року газета отримала сучасну назву.
У «Віснику Деражнянщини» висвітлюються питання промисловості, сільського господарства, освіти, охорони здоров'я, культури, духовності, спорту в Деражнянському районі.
Головний редактор — Л. Яковлєва (від 2007 року).
З 2000 по 2007 головним редактором був Нестеришин Степан Федорович.